# Mesolambdolophus
Mesolambdolophus es un género extinto de mamíferos perisodáctilos de adscripción incierta que vivió durante el Eoceno en lo que ahora es Norteamérica.
Sus restos fósiles aparecieron en 1951 en estratos del Bridgeriano, en Wyoming. El único espécimen y holotipo (MCZ 19585) es una mandíbula incompleta con algunos dientes.
El nombre genérico proviene del griego meso (mediano), lambda (letra griega) y lophos (cresta) y se refiere a su mediano tamaño y sus dientes dilambdodontes. El nombre específico honra a Henry Seton, su descubridor.

## Filogenia
Un análisis filogenético inicial lo sitúa como un taxón hermano de Tapiromorpha, pero ninguna hipótesis es descartable.